# Marcelo Hilario del Pilar
Marcelo Hilario del Pilar y Gatmaitan (30 de agosto de 1850 – Barcelona, 4 de julho de 1896) foi um nacionalista filipino, o mais proeminente defensor de reformas nas Filipinas durante o período colonial espanhol e de sua eventual independência da Espanha.
Marcelo H. del Pilar estabeleceu o jornal espanhol, Diariong Tagalog, em 1882 e se tornou o editor do La Solidaridad quando ele foi para a Espanha em 1889. Sua regularmente criticou os espanhóis os levaram para o governo colonial e as pessoas tratadas e seus artigos foram baseados no tema da liberdade e da igualdade entre os filipinos.
Ele morreu de tuberculose em Barcelona, mendigo, longe de sua família.